# Porpoise Bay (Australien)
Porpoise Bay (deutsch: Schweinswalbucht) ist eine Bucht auf der Insel Rottnest Island im australischen Bundesstaat Western Australia. Vor der Bucht liegt ein kleines Wrack, an dem man tauchen kann.

## Geografie
Die 380 Meter tiefe Bucht öffnet sich nach Südosten. Sie ist 1,2 Kilometer lang. Etwa 800 Meter von der Küste entfernt liegt die kleine Insel Dyer Island. Östlich der Bucht befindet sich der Paterson Beach, der durch die Henrietta Rocks von der Porpoise Bay getrennt wird.
Ein Sandstrand verläuft um die ganze Bucht.